# 리 (중국 성씨)
리(李[lǐ])는 중국의 성씨이다.

## 기원
리(李) 성의 기원에 대해서는 여러 설이 있다.
- 노자(老子)가 오얏나무 아래에서 태어났다고 해서 리(李)씨를 득성하게 되었다는 설이 있다.
- 요(堯) 임금 때 고요(皐陶)가 대리(大理)라는 관직을 지냈는데, 자손들도 대대로 대리를 역임해서 성을 리(理)로 하였다.
- 제갈량이 남만의 소수민족을 평정한 후 그들에게 리(李) 성 등을 하사했다.
- 선비족 중에서 한족이 된 후 리(李)로 성을 쓰게 되었다고 한다.
- 북위시대 고호(高護)씨가 효 문제를 따라 중원에 들어온 후 리 성을 쓰게 되었다.

## 같이 보기
- 李姓
- 伊姓